# 教會歷史博物館
教會歷史博物館（英語：Church History Museum）是一座位於美國鹽湖城的耶穌基督後期聖徒教會博物館，對面是該教會聖殿廣場西門。在2008年11月之前被稱作教會歷史藝術博物館（Museum of Church History and Art）。

## 歷史
該博物館的主要發起人是佛羅倫斯·S·雅各布森。1984年4月4日博物館正式開張。
該博物館一星期全天開放，不收取費用，博物館商店在週日關門。

## 外部連結
- Church History Museum : official site
- Museum of Church History and Art （页面存档备份，存于） : government of Utah tourism site